# Oliver Waespi
Oliver Waespi (Zürich, 5 november 1971) is een hedendaags Zwitsers componist, dirigent en jurist.

## Levensloop
In zijn jeugdjaren kreeg hij gitaar- en tromboneles. Later heeft hij zich autodidactisch voor composities verder ontwikkeld en werken voor verschillende bezettingen (koren, symfonieorkesten, orgel, piano en gitaar) geschreven. Naast juridische studies, die hij met diploma en promotie tot Dr. jur. afsluit, heeft hij ook compositie aan het conservatorium te Zürich gestudeerd, bij Gerald Bennett en Andreas Nick. Verder was hij op seminars bij Klaus Huber alsook 1995 en 1996 bij Alfred Reed voor compositie aan het conservatorium Luzern en Sylvia Caduff voor dirigeren.
Hij kreeg talrijke compositieopdrachten voor diverse orkesten en vooral ook van federaties. Zijn werken werden verplicht gesteld op diverse internationale wedstrijden, onder andere in 1998 op het Certamen International de Bandas de musica in Valencia, Spanje, in 1999 op het 3e Weltjugendmusikfestival te Zürich en voor verschillende brassband concoursen. Verder werden zijn werken op internationale festivals gespeeld, zo onder andere op de tweejaarlijkse Wereld Conference van de World Association for Symphonic Bands and Ensembles in 1997 (Jönköping) in 2001 (Luzern) en in 2005 (Singapore) alsook op de MidEurope Conference te Schladming, Oostenrijk en op het Wereld Muziek Concours te Kerkrade.
Talrijke prijzen en onderscheidingen werden hem toegekend, zo onder andere in 1998 bij de European Competition for Young Composers van de EBBA te Kerkrade, in 1999 bij een Internationale Compositiewedstrijd te Corciano, Italië, in 2002 bij Brass in Association van de Universiteit Leeds, Verenigd Koninkrijk en in 2003 was hij winnaar van het George Enescu-Compositieprijs voor symfonische muziek in Boekarest, Roemenië.
Hij schrijft werken voor symfonie-, kamer- en harmonieorkest, brassband, koor, piano, gitaar en orgel.

## Composities

### Werken voor orkest
- 2001 Concert voor hoorn en orkest
- 2002-2004 Islands, voor groot orkest
- 2003 Nachtferne voor kamerorkest

### Werken voor harmonieorkest en brassband
- 1998 Première Suite pour orchestre d'instruments à vent, voor harmonieorkest
  1. Symphonic movement
  2. Nocturne
  3. Toccata
- 2000 Skies, symfonisch gedicht voor groot harmonieorkest
  1. Night
  2. Clouds and Rain on Skye
  3. Clearing Skye
  4. Winds and Waves
  5. South Coast of Penwith Peninsula in Summer
  6. Noon at Treen Cliff
- 2001 Concert, voor hoorn en harmonieorkest
- 2001 Passacaglia, voor brassband
- 2001 Symphonic Movement, voor harmonieorkest
- 2002 Hebridean Rhapsody, voor harmonieorkest
- 2003 Land's End, voor brassband (verplicht werk op Swiss National Brass Band Championships 2003)
- 2004 Symphonic Variations, voor harmonieorkest (gecomponeerd voor het MidEurope Festival 2004 in Schladming)
- 2005 Il Cantico - Poem to the sun, voor harmonieorkest
- 2005 Festive Impressions - A Cinematographic Overture, voor harmonieorkest
- 2005 Festive Fanfare, voor harmonieorkest
- 2005 2. Sinfonietta, voor harmonieorkest
- 2005 Il Cantico, voor harmonieorkest
- 2006 Fanfare & Funk, voor harmonieorkest
- 2006 Mystery, voor harmonieorkest
- 2007 A Moléson, voor harmonieorkest
- 2007 Legenda Rumantscha, voor brassband (verplicht werk tijdens de Schweizerischer Brassband Wettbewerb in Montreux in 2008)
- 2007 Temples, voor harmonieorkest
- 2011 Audivi Media Nocte, voor brassband (Plichtwerk op het European Brassband Championship 2011 te Montreux)
  1. Phnom Bakheng
  2. Bayon
  3. Preah Khan
  4. Angkor Wat
- Come together, voor brassband
- Kein schöner Land, fantasie over een populair lied voor harmonieorkest
- Sinfonietta, voor harmonieorkest
  1. Prelude
  2. Intermezzo
  3. Scherzo
  4. Finale
- South Uist Variations voor harmonieorkest
- Three Pictures for Band voor harmonieorkest
  1. Cortege
  2. Dialoque
  3. Waves
- Triptych voor harmonieorkest
- Divertimento, voor harmonieorkest

### Kamermuziek
- 2002 Jardins, voor dwarsfluit, klarinet, viool, cello en piano
- 2006 Pulse, Sonate voor altviool en piano
- 2006 Short Drama, voor strijkkwartet

### Werken voor piano
- 2003 Intermezzi
- 2006 Falls